# 丁戈尔斯豪森
丁戈尔斯豪森是德国巴伐利亚州的一个市镇。总面积10.23平方公里，总人口1247人，其中男性632人，女性615人（2011年12月31日），人口密度122人/平方公里。